# Murgenthal
Murgenthal (gsw. Murgede) – gmina (niem. Einwohnergemeinde) w Szwajcarii, w kantonie Argowia, w okręgu Zofingen. Liczy 2 959 mieszkańców (31 grudnia 2020). Leży nad rzeką Aare.